# Tropiduchus pallida
Tropiduchus pallida är en insektsart som beskrevs av Van Stalle 1984. Tropiduchus pallida ingår i släktet Tropiduchus och familjen Tropiduchidae. Inga underarter finns listade i Catalogue of Life.